# Георги Паспалев (политик)
Вижте пояснителната страница за други личности с името Георги Паспалев.
Георги Янев Паспалев е виден български политик, общественик и кмет на Варна.
Наследник е на рода на зоолога проф. Георги Паспалев, първият директор на аквариума във Варна, и на поетесата Веса Паспалеева.

## Биография
Роден е на 12 декември 1944 в град Поморие. Първоначално учи във Висшия машинен електротехнически институт във Варна, а след това и в Школа за системни организатори във ВИИ Карл Маркс. От 1969 работи в Завода за радио-навигационна апаратура, а от 1976 е заместник-директор по производствените въпроси на завода. През 1979 година става директор на Елпром Варна. В периода 1984 – 1986 година е заместник-кмет на Варна.
Паспалев е кмет на Варна от април до октомври 1990 година. Като такъв работи за развитието на промишлеността благоустройството на града. Има особени заслуги за изграждането на електротранспорта в града. Има син и дъщеря.